# Sondros
Sondros war ein griechischer Töpfer, tätig um 550 – 540 v. Chr. in Athen.
Er ist bekannt durch die Signatur auf Fragmenten einer Anzahl von Kleinmeister-Schalen. Hinzu kommt eine vollständige Schale aus Gordion. Er gehört zu den Kleinmeistern.